# وستوک ۲
وستوک-۲ (به روسی: Восток )(به معنای شرق) دومین مأموریت سرنشین دار سازمان فضایی شوروی به سمت فضا بود.

این ماموریت پس از پرواز تاریخی یوری گاگارین که با وستوک ۱ انجام گرفت، دومین پرواز مداری سرنشین‌دار بوده است. فضانورد این فضاپیما گرمان تیتوف در تاریخ ۶ اوت ۱۹۶۱ وارد فضا شد و پس از ۱۷/۵ چرخش مداری به دور زمین در سلامت به زمین برگشت.
فضاپیمای وستوک-۲ در این پرواز تجهیزات پشتیبانی از حیات، رادیو و تلویزیون برای پاییدن وضعیت فضانورد، ضبط صوت، سیستم سنجش از دور، ابزارهایی برای آزمایش‌های زیستی، و تجهیزات کنترل دستی و خودکار را با خود حمل می‌کرد. پس از ۱۷/۵ چرخش مداری، فضاپیما در ساعت ۷ و ۱۸ دقیقه به وقت گرینویچ در نزدیکی کرازنی‌کوت در ساراتوف روسیه به زمین نشست. گرمان تیتوف با استفاده از چتر جداگانه‌ای که همراه صندلی‌پران فضاپیما بود به زمین نشست.
اهداف این ماموریت فضایی، بررسی تاثیرات محیط بیرون از جو بر روی سازواره (ارگانیسم) انسان در خلال پروازهای مداری طولانی و در پی آن بازگشت به سطح زمین و نیز بررسی توانایی انسان برای کار و جنبش درازمدت در حالت بی‌وزنی بود.

## خدمه مأموریت
| نام         | ملیت               | تعداد پرواز | نقش عملیاتی | تصویر |
| گرمان تیتوف | اتحاد جماهیر شوروی | ۱           | مهندس پرواز |       |